# Lionel Snell
Lionel Snell (Kings Langley, 1945) is een hedendaagse Engelse filosoof en occultist, die bekendheid verwierf door te schrijven onder verschillende pseudoniemen. Zijn meest recente en tevens bekendste pseudoniem is Ramsey Dukes. Hij is omschreven als "een belangrijke vroege bijdrager aan de discussies rondom occultisme in de tweede helft van de jaren zeventig".

## Biografie
Snell werd op 17 april 1945 in Kings Langley, Hertfordshire geboren. In zijn jeugd ontving hij een reeks beurzen die hem in staat stelden om naar de Universiteit van Cambridge te gaan, waar hij afstudeerde in de zuivere wiskunde. 
Zijn teksten over Austin Osman Spare en zijn filosofische theorieën uit SSOTBME – An Essay on Magic brachten hem in de jaren 70 in contact met de jonge chaosmagie-beweging, waar hij een sterke invloed op uitoefende. Chaosmagie kan omschreven worden als de vereniging van traditionele occulte ideeën met een toegepast postmodernisme – in het bijzonder de postmoderne scepsis ten aanzien van het bestaan van een objectieve waarheid.
In de jaren 80 werd Snell in verschillende geheime genootschappen zoals de Ordo Templi Orientis en de Illuminaten van Thanateros geïnitieerd.
Momenteel woont Snell in Kaapstad.